# Shauna Rohbock
Shauna Rohbock, née le 4 avril 1977 à Orem, est une bobeuse américaine en tant que pilote.
Au cours de sa carrière, elle a notamment remporté la médaille d'argent aux Jeux olympiques d'hiver de 2006 de Turin avec Valerie Fleming ainsi qu'une médaille d'argent et deux médailles de bronze en Championnats du monde. Enfin, son meilleur classement général en Coupe du monde fut une seconde place en 2007 derrière l'Allemande Sandra Kiriasis. Parallèlement à sa carrière en bobsleigh, elle pratique le football dans le National Collegiate Athletic Association (NCAA) devenant même en 2003 professionnelle à San Diego Spirit évoluant dans la Women's United Soccer Association.
À côté de sa carrière sportive, elle est dans la Garde nationale des États-Unis dans l'US Army.

## Biographie

### Saison 2010
Lors de la saison 2010, Shauna Rohbock a alterné le bon et le moins bon en Coupe du monde. Elle remporte l'étape de Cesana Pariol et d'Igls, monte sur le podium à Altenberg, mais termine 7e à Konigssee et 9e à Park City. Elle termine pour la troisième année de suite à la quatrième place du classement général dominé par Sandra Kiriasis, Kaillie Humphries et Cathleen Martini.

## Palmarès

### Jeux Olympiques
- : médaillé d'argent en bob à 2 aux JO 2006.

### Championnats monde
- : médaillé d'argent en bob à 2 aux championnats monde de 2009 et 2011.
- : médaillé de bronze en bob à 2 aux championnats monde de 2005 et 2007.
- : médaillé de bronze en équipe mixte aux championnats monde de 2009.

### Coupe du monde
- 28 podiums  : 
  - en bob à 2 : 7 victoires, 10 deuxièmes places et 11 troisièmes places.

#### Détails des victoires en Coupe du monde
| Édition   | Bob à 2            |
| 2006-2007 | Calgary Park City  |
| 2008-2009 | Königssee Whistler |
| 2009-2010 | Césane Igls        |
| 2011-2011 | Igls               |